# Sint-Salvatorskoorstraat
De Sint-Salvatorskoorstraat is een straat in Brugge.

## Literatuur

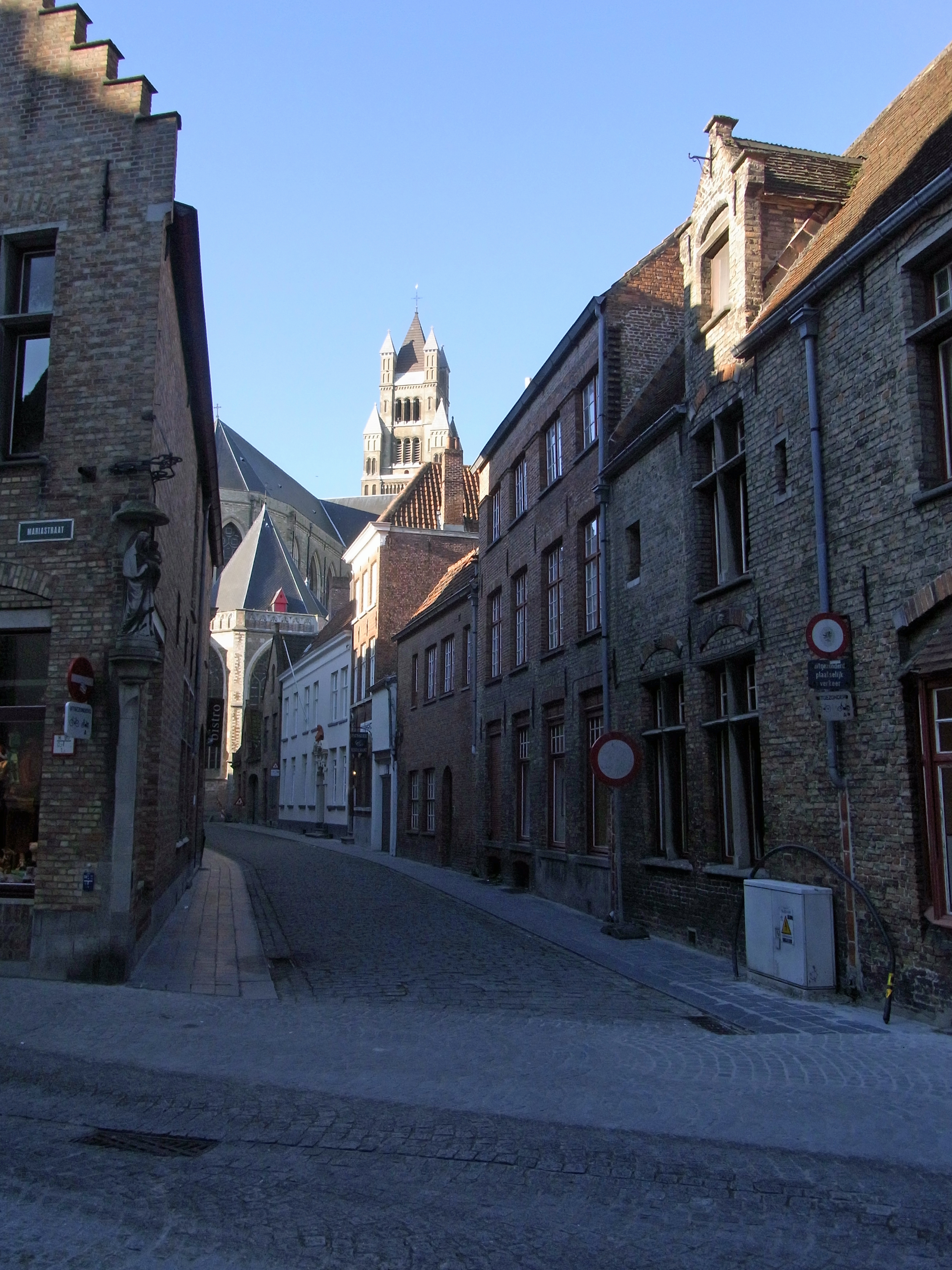
De Sint-Salvatorskoorstraat met de Sint-Salvatorskathedraal op de achtergrond

## Beschrijving
De kerk van Sint-Salvator is de eerste kerk die in Brugge werd gebouwd. Het was een vaak voorkomende gewoonte in de vroegste eeuwen van de christenheid om een eerste kerk die in een heidense streek werd opgericht, de kerk van de Heilige Verlosser of Sanctus Salvator te noemen. Dit was onder meer het geval, naast Brugge, in Utrecht en Harelbeke.
De straat die pal op het koor van de kerk uitmondde, heette in een oorkonde van 1364 het Hamelbeyghenstraatje, een benaming waarvan de betekenis onduidelijk is. Al van het begin van de veertiende eeuw werd ook gebruikgemaakt van de namen An Sint-Salvatorkerchof en Choorstraetkin. Pas later werd het Sint-Salvatorkoorstraat.
De Sint-Salvatorskoorstraat (tot in de jaren 1980 Sint-Salvatorkoorstraat) loopt van het Sint-Salvatorskerkhof naar de Mariastraat en het Simon Stevinplein.

## Bekende bewoners
- Isaac De Meyer